# Freedom House
 (avril 2010).
Si vous disposez d'ouvrages ou d'articles de référence ou si vous connaissez des sites web de qualité traitant du thème abordé ici, merci de compléter l'article en donnant les références utiles à sa vérifiabilité et en les liant à la section « Notes et références ».

Vision de l'étude de Freedom House : Freedom in the World 2023 (une des références pour la mesure de la démocratie dans le monde)
Fonctionnement démocratique
Partiellement démocratique
Non démocratique

Freedom House est une organisation non-gouvernementale (ONG) financée par le gouvernement américain et basée à Washington, qui étudie l'étendue de la démocratie dans le monde. Cette organisation a été fondée en 1941, bénéficiant de Wendell Willkie et Eleanor Roosevelt en tant que premiers présidents honoraires.

## But de l'organisation
Selon la Freedom House elle-même :

« Freedom House est une organisation non gouvernementale indépendante qui aide au développement des libertés dans le monde. La liberté n'est possible que dans un système politique démocratique où les gouvernements sont responsables devant leur propre population ; où la loi est respectée ; et où les libertés d'expression, d'association, de culte et le respect des droits des minorités et des femmes sont garantis. »

## Histoire de l'organisation
L'organisation est fondée en 1941 à New-York. Elle est notamment menée par Wendell Willkie, Eleanor Roosevelt, George Field, Dorothy Thompson, Herbert Bayard Swope (en). Elle est créée en réponse à la menace du nazisme, afin de promouvoir l'implication des États-Unis dans la seconde guerre mondiale . Plus tard, elle se décrit comme une voix pour la démocratie et la liberté dans le monde. Freedom House déclare qu'elle :

« s'est vigoureusement opposé aux dictatures en Amérique centrale et au Chili, à l'apartheid en Afrique du Sud, à la répression du printemps de Prague, à l'invasion de l'Afghanistan par les Soviétiques, aux génocides en Bosnie et au Rwanda, et aux violations brutales des droits de l'homme à Cuba, en Birmanie, en Chine par l'entremise du Falun Gong, et en Irak. Elle s'est fait le champion des droits des militants démocratiques, des croyants, des syndicalistes, des journalistes, et des acteurs des marchés libres. »

Elle est historiquement liée à la World Anti-communist League, au mouvement Resistance International, ainsi qu'à des organisations gouvernementales telles que Radio Free Europe ou la CIA.
Elle affirme que pendant les années 1940, Freedom House a soutenu le plan Marshall et l'établissement de l'OTAN. Freedom House déclare également qu'elle est hautement critique vis-à-vis du MacCarthysme. Pendant les années 1950 et 1960, elle soutient le mouvement pour les droits civiques aux États-Unis et sa direction comprend plusieurs acteurs principaux luttant pour les droits civiques. Elle soutient Andrei Sakharov et d’autres dissidents soviétiques ainsi que le mouvement Solidarność en Pologne. Freedom House a aidé les sociétés post-communistes dans l'établissement de médias indépendants, groupes de réflexion non gouvernementaux, et d'institutions de base pour des élections politiques.
En 1988, la Freedom House crée un groupe de travail sur l’Amérique centrale afin de dénoncer le gouvernement sandiniste nicaraguayen et les guérillas d’extrême gauche de la région. Elle a au contraire défendu les dictatures militaires au Salvador et au Guatemala.
Plus récemment, elle soutient des citoyens engagés dans des révolutions en Serbie, au Kirghizistan et en Ukraine, où elle a été l'une des ONG américaines à l'initiative de la révolution orange contre le pouvoir pro-russe. Elle déclare qu'« en Jordanie, Freedom House a œuvré pour faire cesser la violence envers les femmes ; qu'en Algérie, elle a demandé justice pour les victimes de tortures ; qu'en Ouzbékistan, une dictature brutale, elle cherche à défendre les avocats des droits de l'homme ; qu'au Venezuela, elle travaille avec ceux cherchant à protéger et promouvoir les droits de l'homme dans un environnement politique difficile. »
En 2006, des médias révèlent que Freedom House reçoit des financements spécifiques du département d’État pour mener des activités clandestines en Iran.

## Organisation
Freedom House est une organisation à but non lucratif. Elle est financée majoritairement par le gouvernement fédéral des États-Unis à hauteur de 65 à 85 % et son siège est situé à Washington. Elle comprend environ 120 employés, répartis dans des bureaux dans une douzaine de pays, dont l'Ukraine, la Hongrie, la Serbie, la Jordanie, le Mexique, et plusieurs pays en Asie centrale.
Elle est dirigée par un « conseil d'administration », qui est décrit comme composé de « chefs d'entreprise et dirigeants syndicaux, d'anciens membres de gouvernement, de scientifiques, d'écrivains, et de journalistes ». Bien que certains membres soient nés en dehors des États-Unis, et que de nombreux membres aient fait partie de groupes internationaux, ils résident tous aujourd'hui aux États-Unis. Elle ne s'identifie ni avec le parti américain Démocrate, ni avec le parti Républicain. Le conseil est actuellement sous la présidence de Peter Ackerman. Ce dernier a succédé en septembre 2005 à l'ancien directeur de la CIA, James Woolsey. Parmi les membres importants ayant fait partie du conseil on peut citer : Steve Forbes, Samuel Huntington, Azar Nafisi, Farooq Kathwari (en), P. J. O'Rourke, Mara Liasson (en), et Mark Palmer, Kenneth Adelman (en), Donald Rumsfeld, Paul Wolfowitz, Otto Reich, Jeane Kirkpatrick, Zbigniew Brzezinski, et Malcolm Forbes Jr.
Freedom House est financée par un certain nombre de fondations, incluant la Lynde and Harry Bradley Foundation (en), la Sarah Scaife Foundation (en) et la Soros Foundation. Elle reçoit également un financement du gouvernement des États-Unis par l'intermédiaire du National Endowment for Democracy, de l'USAID, et du département d'État). Environ 75 % de ses revenus proviennent d'allocations fédérales des États-Unis.
Freedom House décrit ses relations avec le gouvernement des États-Unis comme suit : « Freedom House est une organisation non-gouvernementale indépendante, créée initialement en 1941 pour pousser le gouvernement des États-Unis à adopter des politiques soutenant la démocratie et les droits de l'homme à l'étranger. Ses rapports et analyses sont indépendants de toute influence gouvernementale et marqués par un climat intellectuel d'enquête scientifique. Ces dernières années, Freedom House a reçu des allocations de l'Agence des États-Unis pour le développement international et du département d'État pour divers projets, généralement à la suite d'un concours public. Freedom House a aussi sollicité et obtenu des fonds d'autres gouvernements démocratiques et d'organismes internationaux qui soutiennent la démocratie, dont les Pays-Bas, le Royaume-Uni, la Norvège et l'Union européenne. Freedom House choisit de répondre à des opportunités de financement spécifiques, mais n'a jamais accepté de fonds provenant d'institutions gouvernementales (dont les agences du gouvernement des États-Unis) sous la forme de contrats, et n'a jamais fonctionné comme extension de n'importe quel gouvernement ».

## Rapports
Selon l'ONG Freedom House, en 2019 32% de la population mondiale bénéficiait d'une démocratie (au sens élections régulières assez libres) contre 54% en 2000 et 50% en 2018 ; la chute est principalement consécutive au déclassement de l'Inde.

### Historique

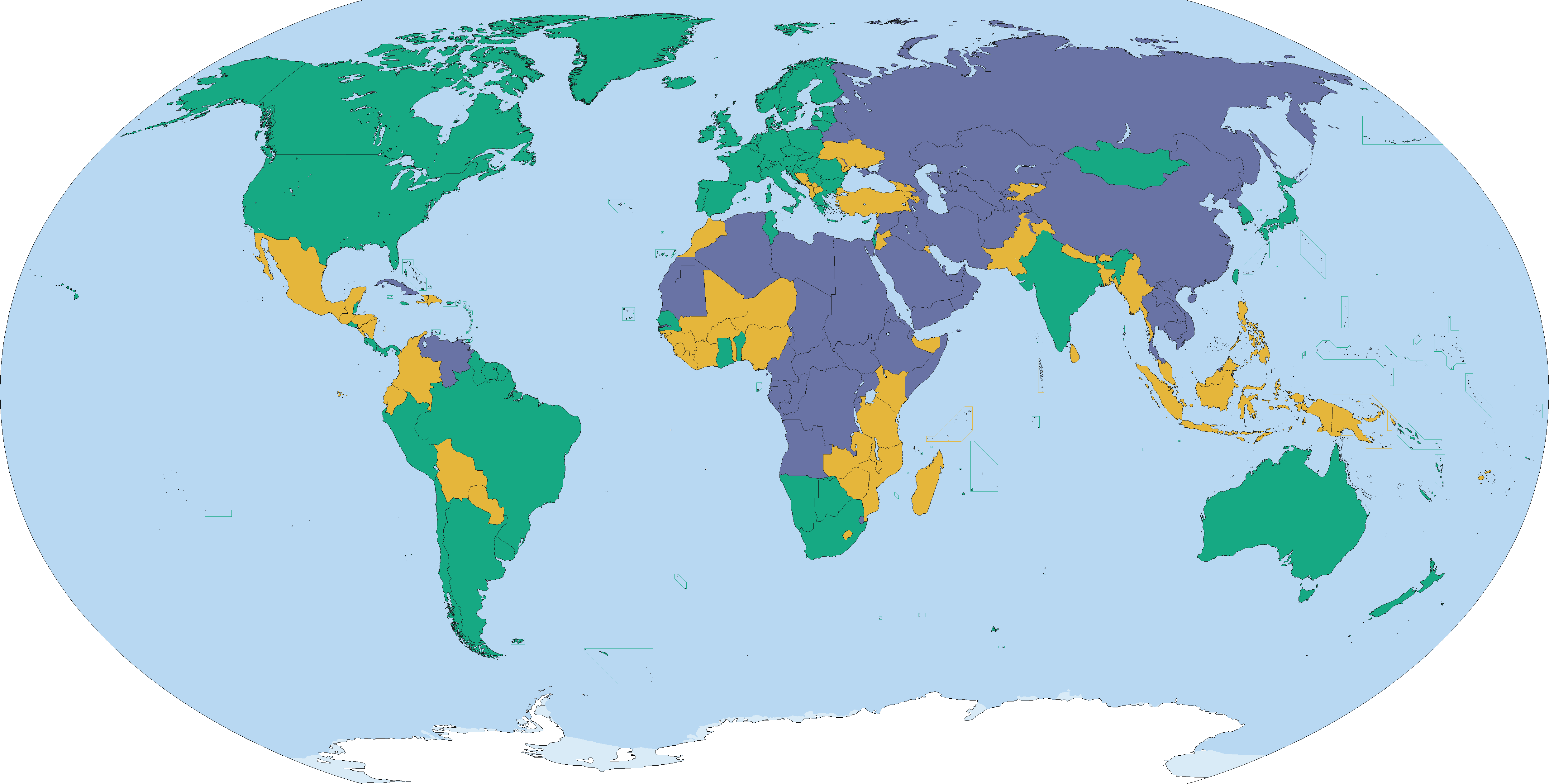
2017

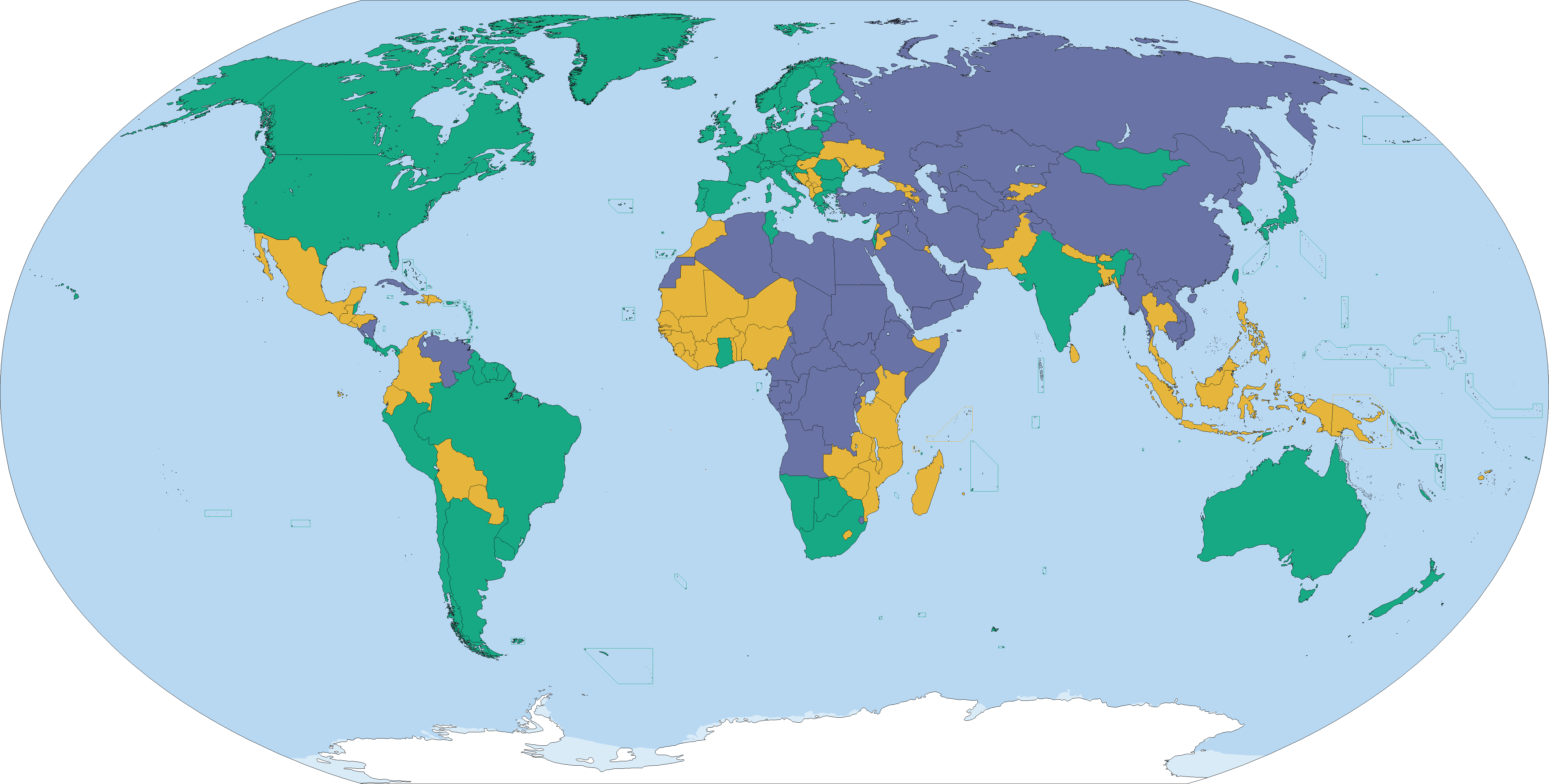
2020

2019

2011

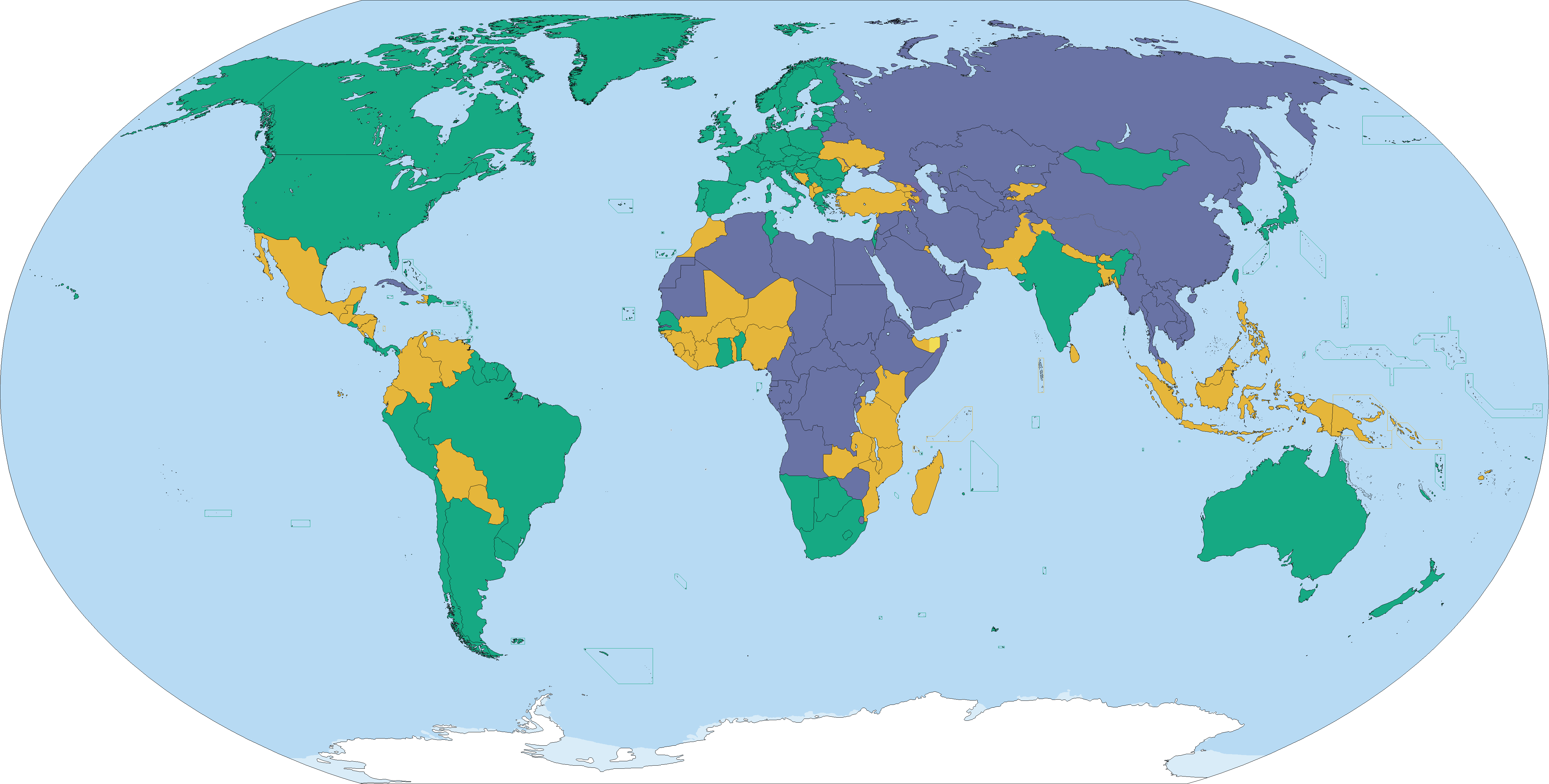
2015

2013

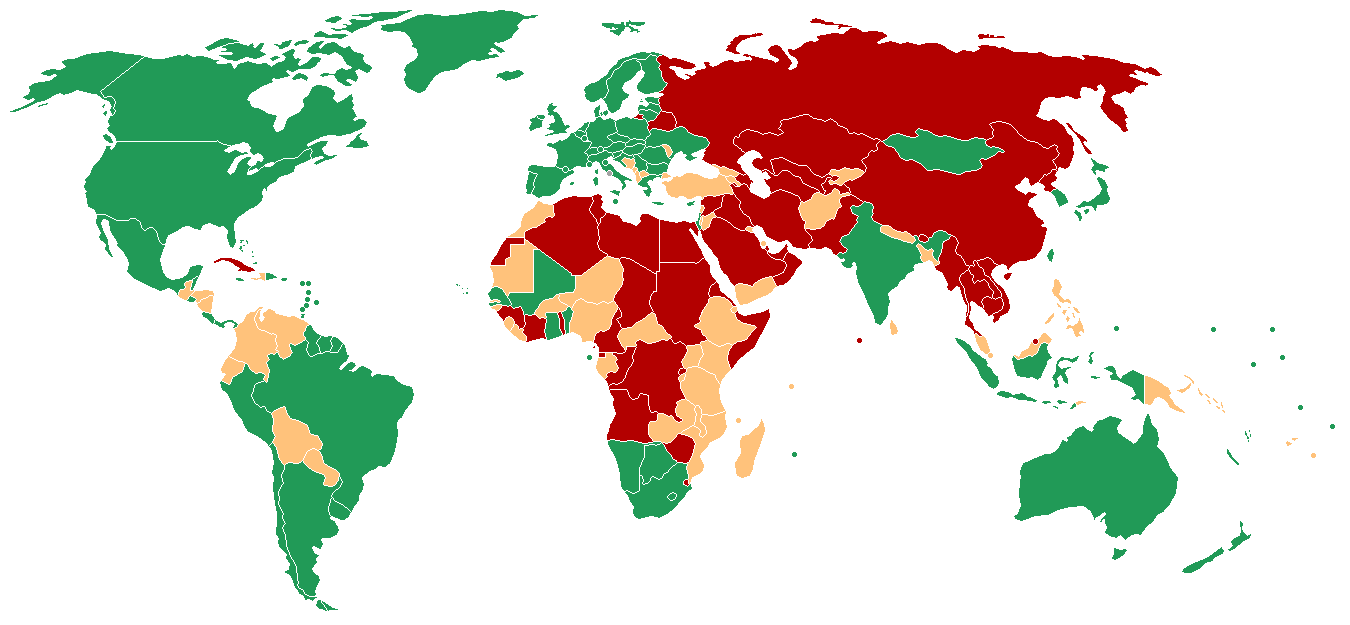
2007

2010

2009

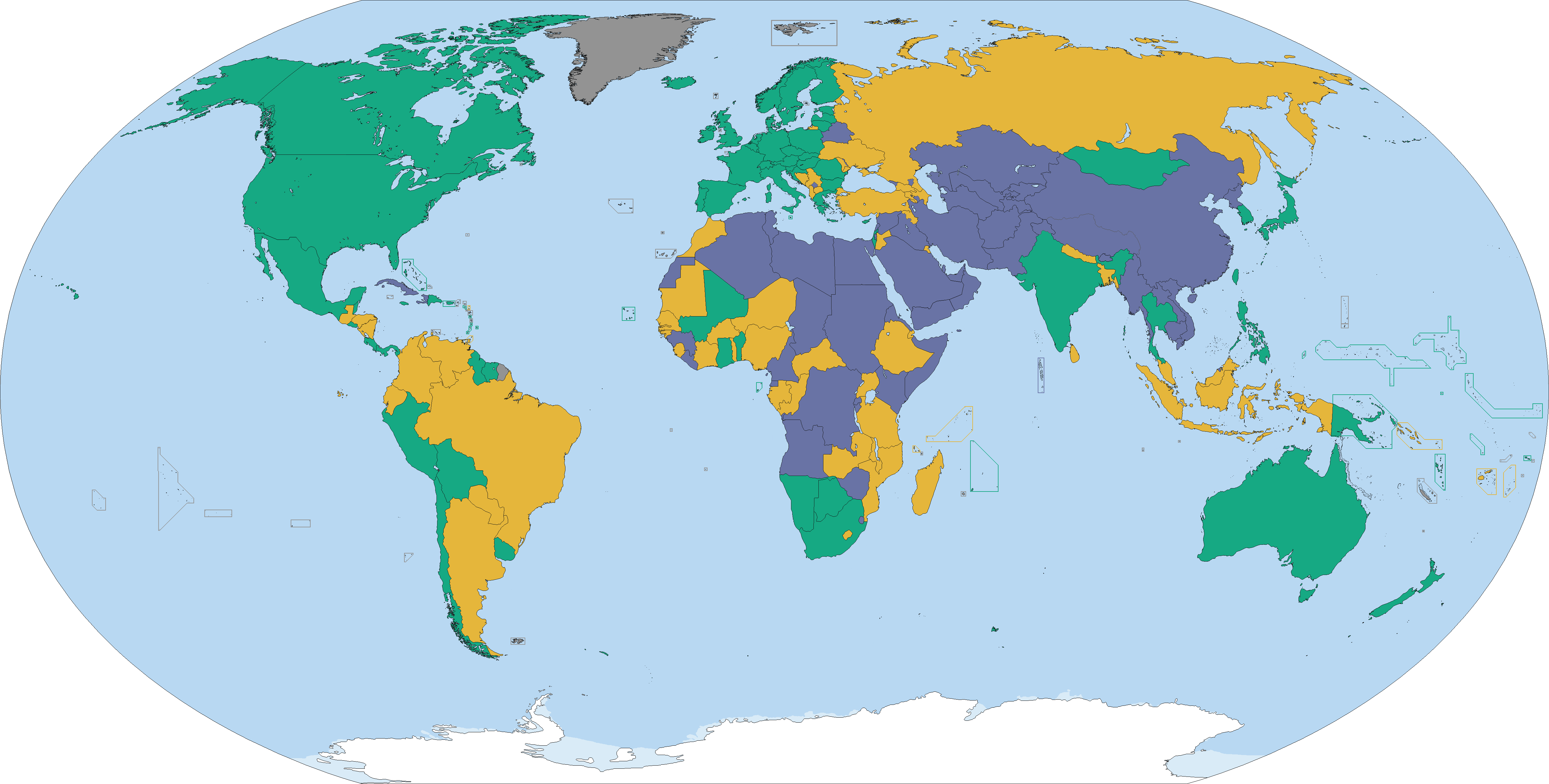
2001

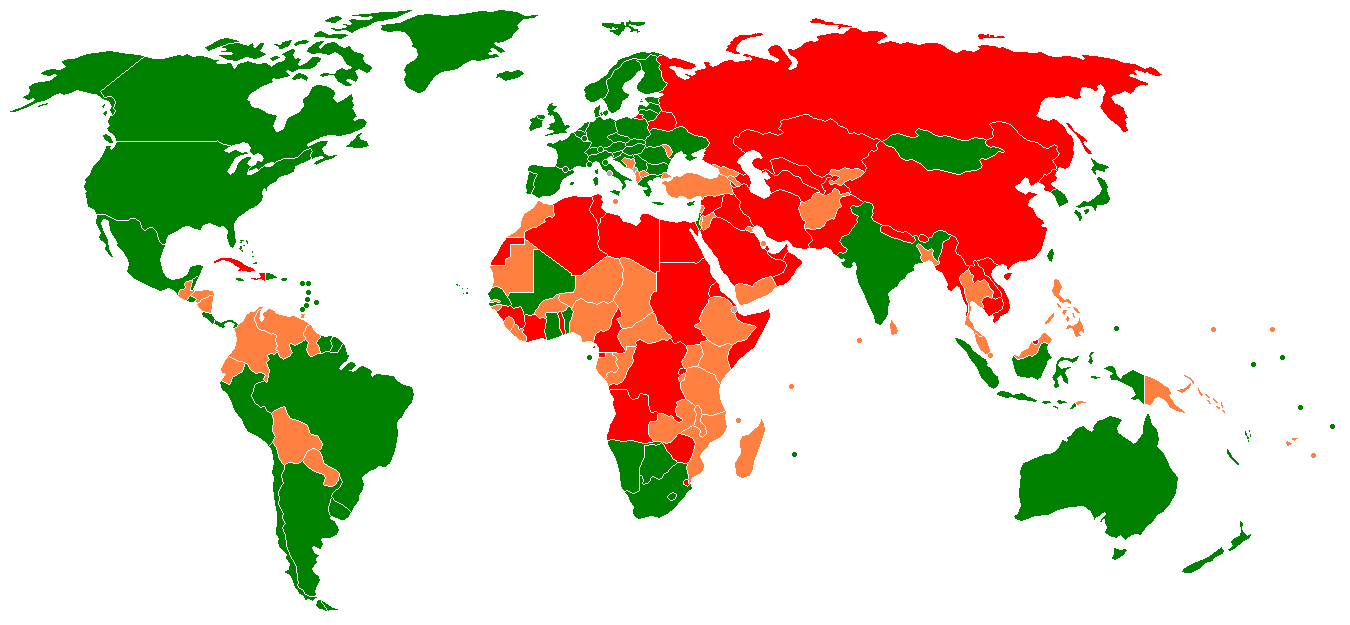
2005

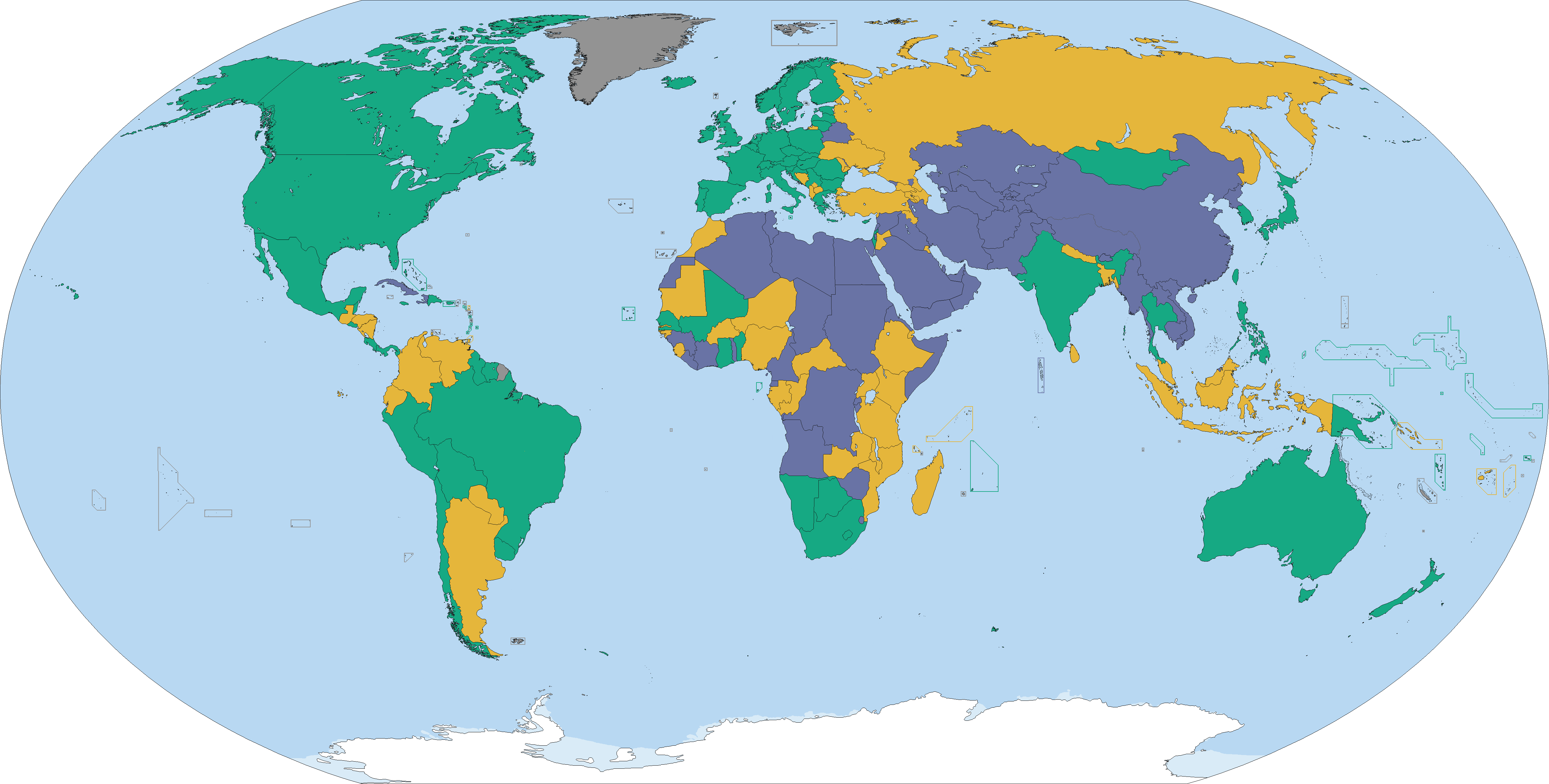
2003

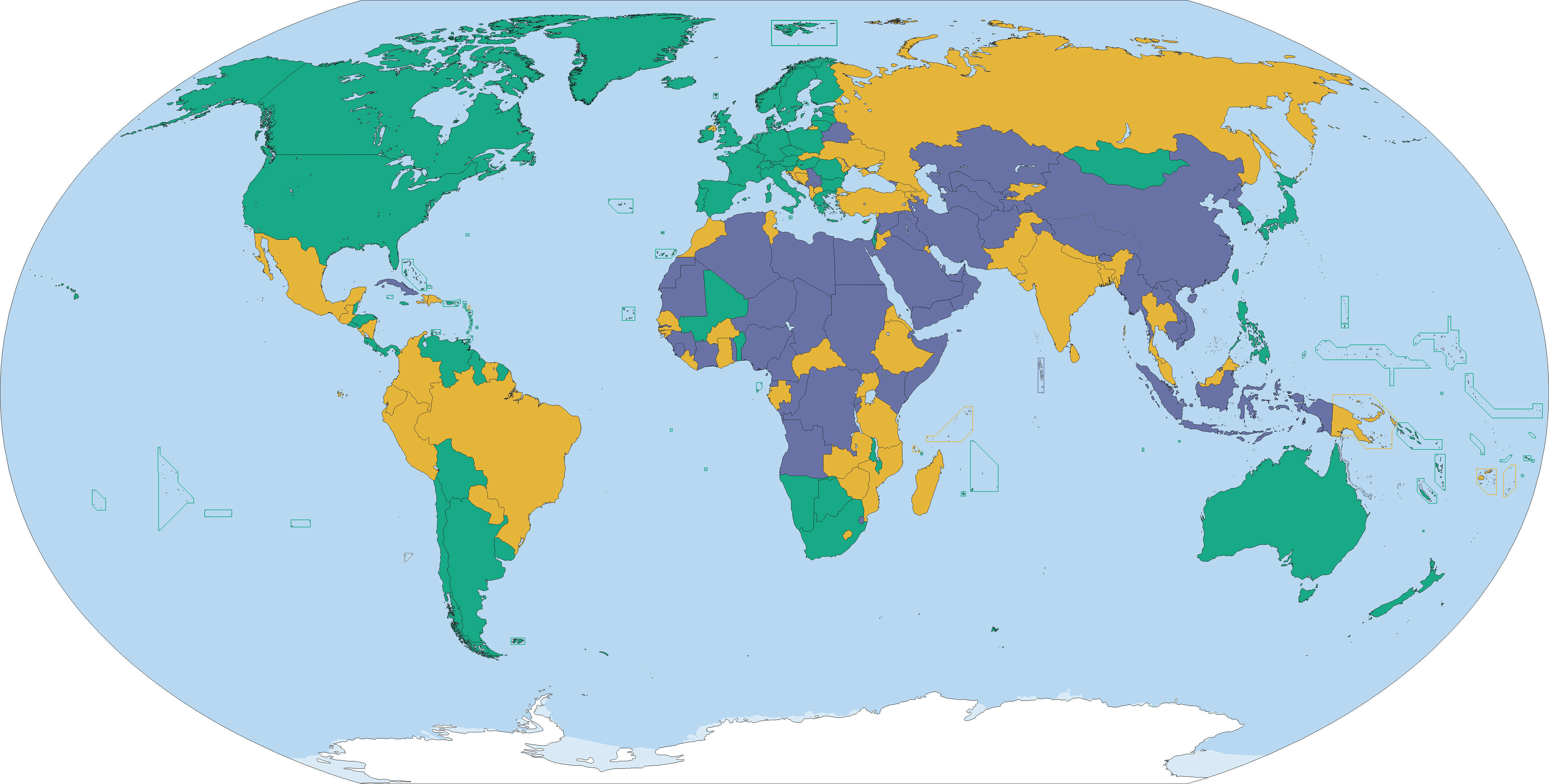
1997

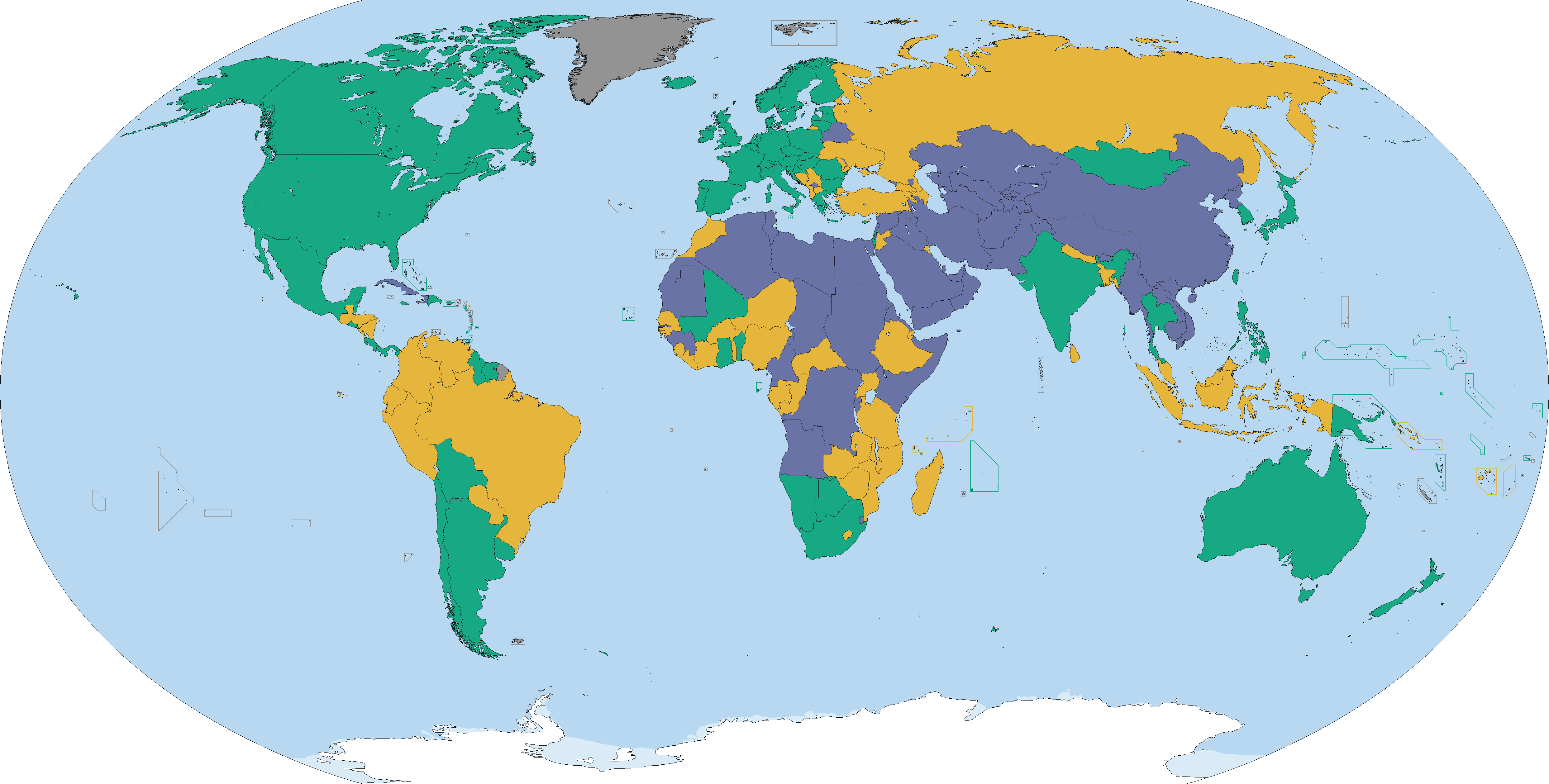
2000

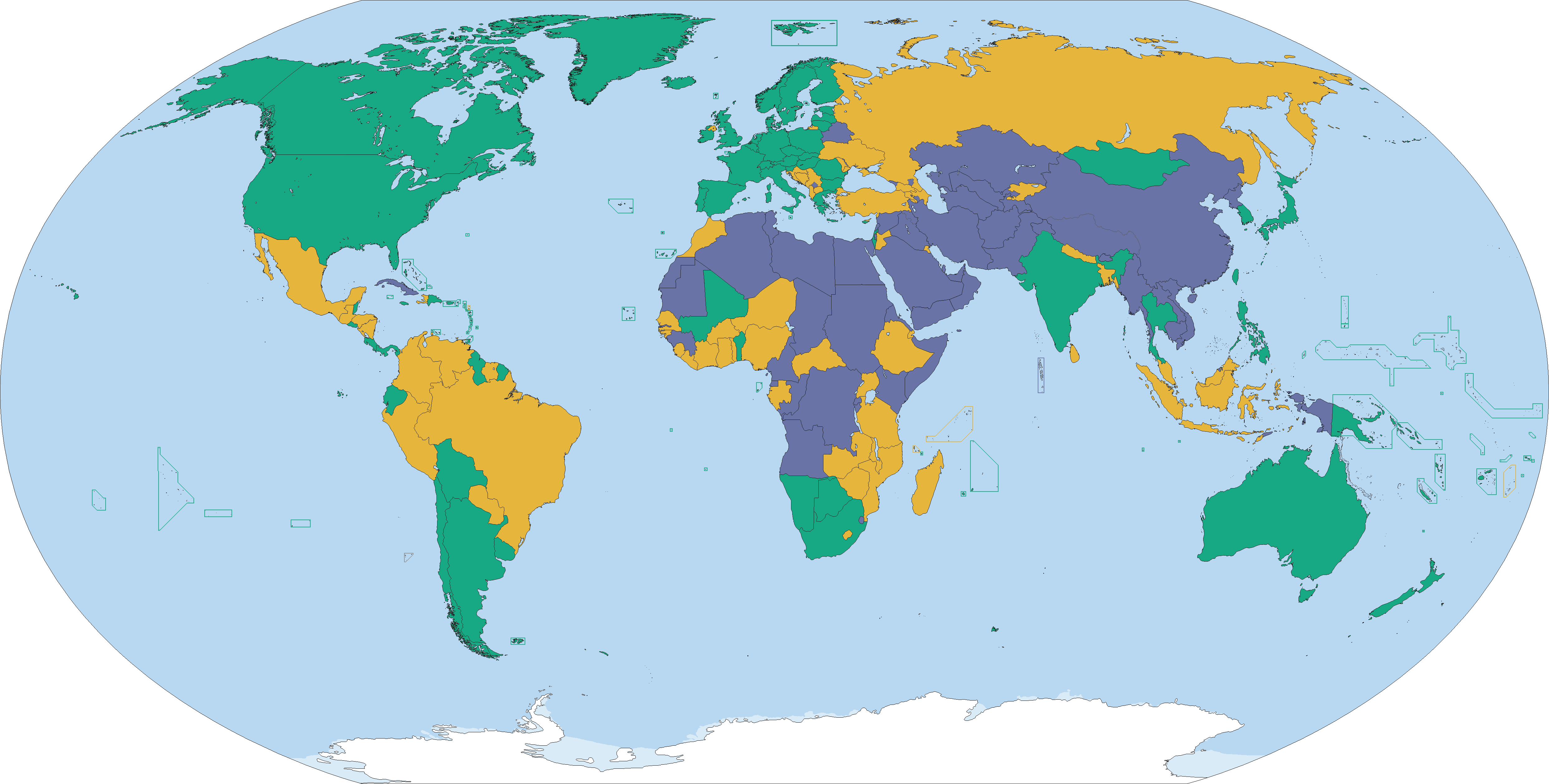
1999

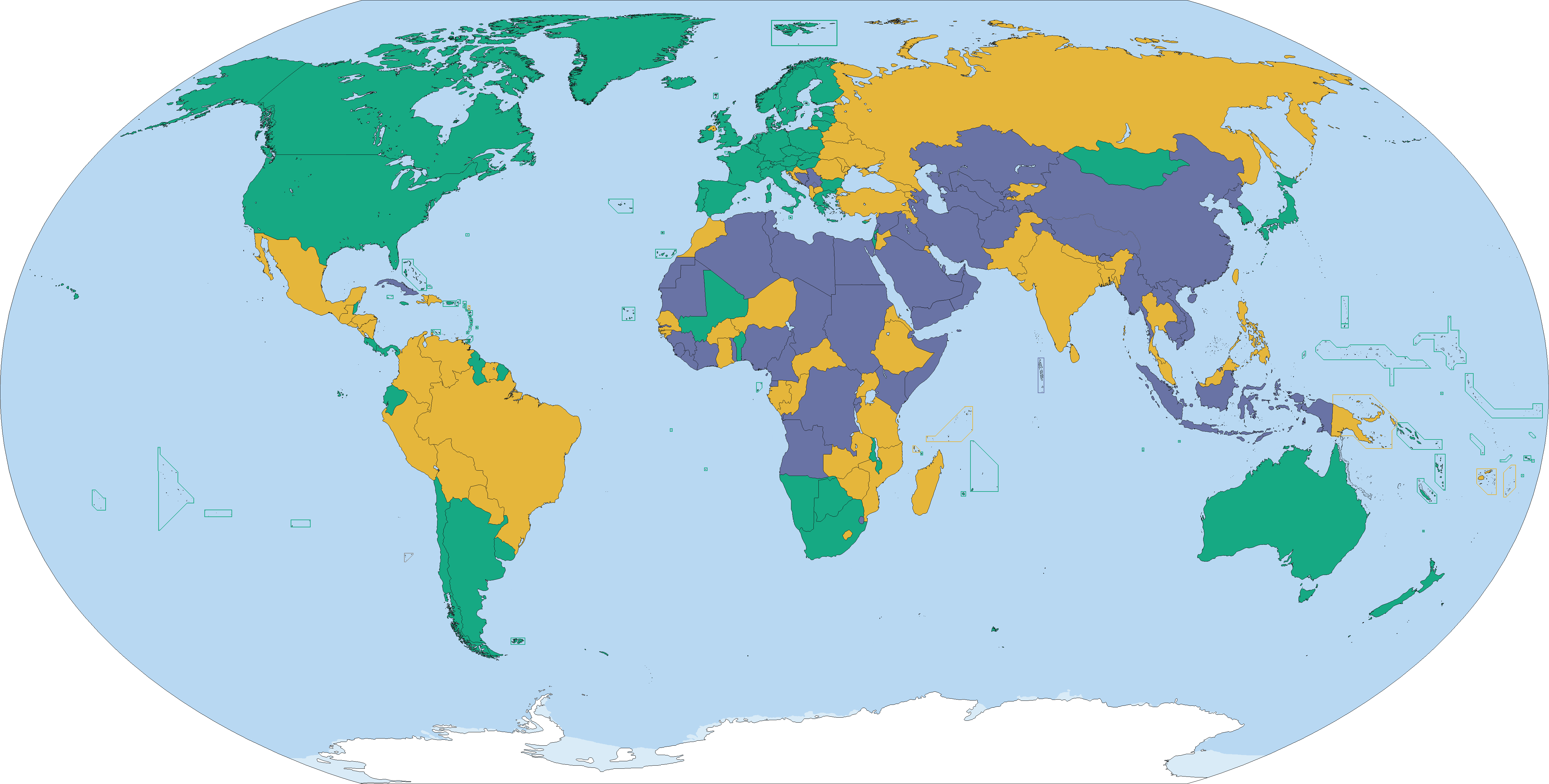
1995

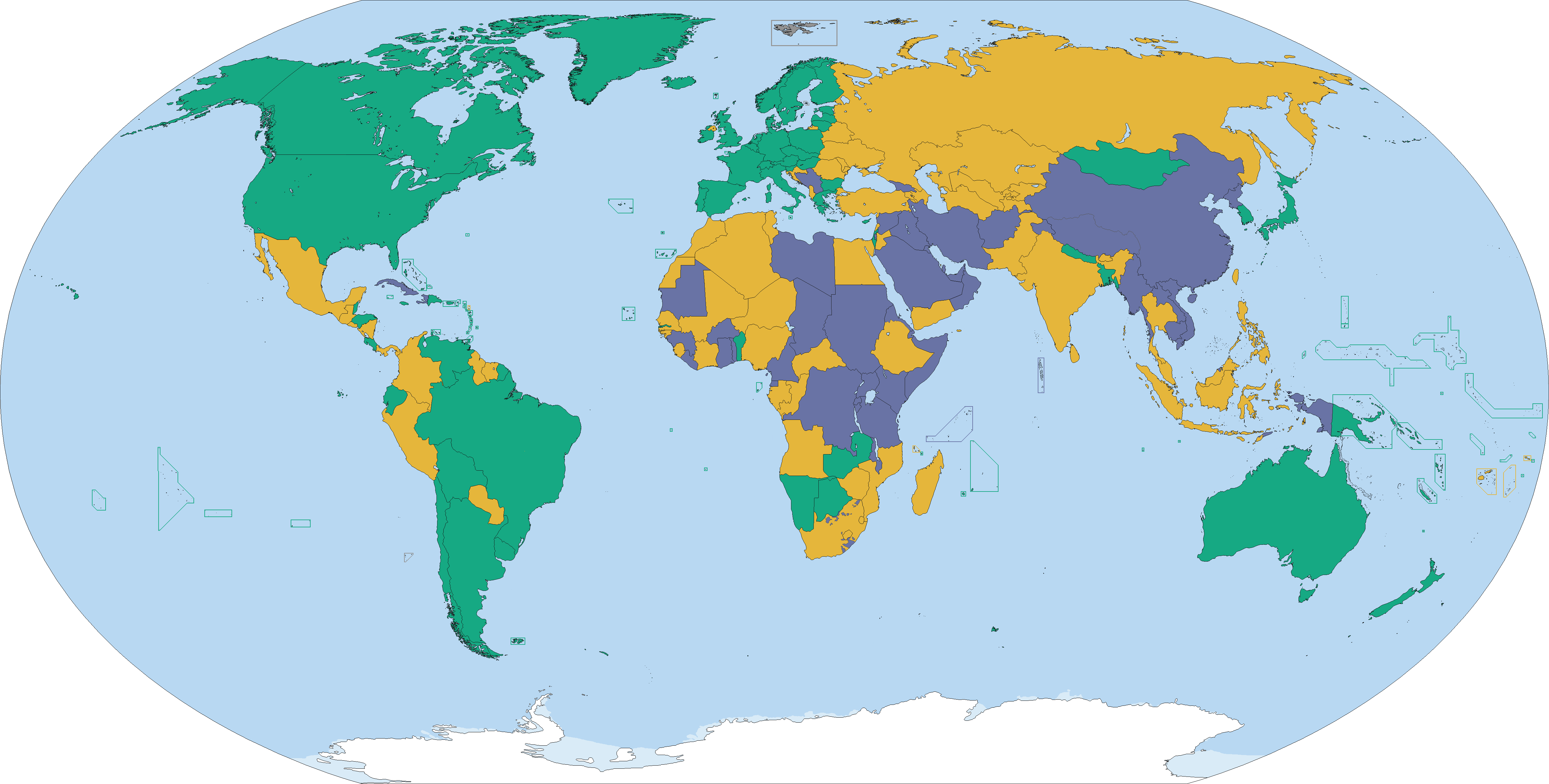
1991

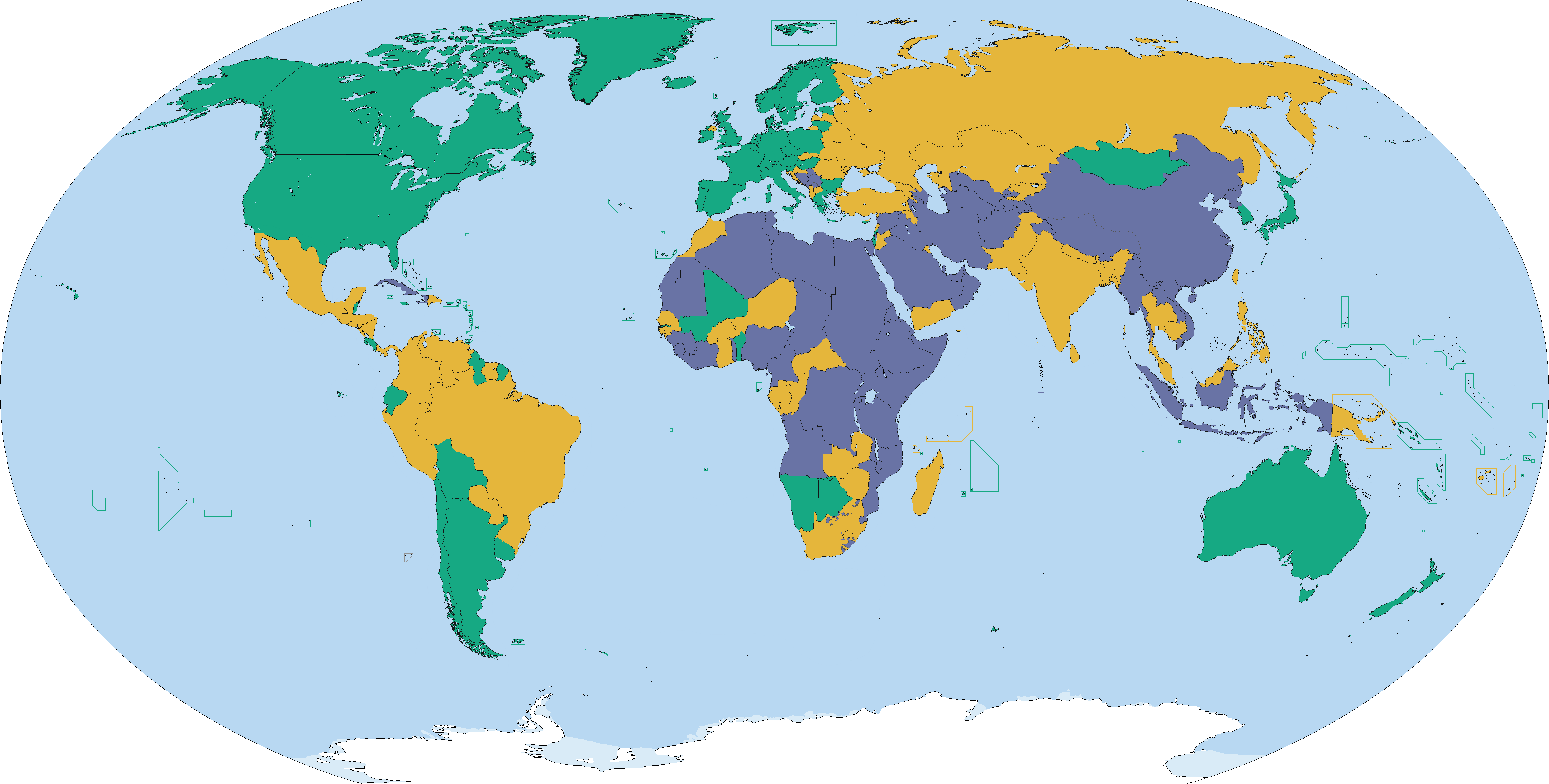
1993

## Critiques

### Relation avec le gouvernement américain
Des critiques[Qui ?] soulignent qu'une large part du financement de l'organisation provient d'allocations du gouvernement des États-Unis, et que de nombreux membres du conseil d'administration ont été au cours de leur carrière membres officiels du gouvernement des États-Unis.
Freedom House a été critiquée par Justin Raimondo, qui décrit l'organisation de cette manière : « Les normes de Freedom House sont élastiques, et se plient aux ordres de la politique extérieure des États-Unis ». Noam Chomsky et Edward Herman ont également indiqué que l'organisation critiquait particulièrement les États opposés aux intérêts américains tout en étant complaisante avec les régimes soutenant les intérêts américains. Ils font ainsi remarquer que les élections rhodésiennes de 1979, remportées par un parti pro-américain, ont été qualifiées par Freedom House de « justes », mais que les élections de 1980, remportées par un parti anti-américain, seraient elles « douteuses ». Ou encore que les élections organisées en 1982 au Salvador par la dictature, qui ne permettaient pas à la gauche de présenter de candidats, étaient « admirables ».
Le 7 décembre 2004, l'ancien représentant de la Chambre des États-Unis et politicien libertarien Ron Paul critique Freedom House pour avoir prétendument accordé un programme financé par les États-Unis en Ukraine où « une grande partie de cet argent était destinée à aider un candidat en particulier ». Paul déclare alors : « une partie que nous savons jusqu'à présent est que le gouvernement américain, par l'intermédiaire de l'Agence américaine pour le développement international (USAID), a accordé des millions de dollars à l'Initiative de coopération Pologne-Amérique-Ukraine (PAUCI), qui est administrée par le Freedom House, basée aux États-Unis. PAUCI a ensuite envoyé des fonds du gouvernement américain à de nombreuses organisations non gouvernementales (ONG) ukrainiennes. Cela serait déjà assez grave et constituerait en soi une ingérence dans les affaires intérieures d'une nation souveraine. Mais, ce qui est pire, c'est que bon nombre de ces organisations bénéficiaires en Ukraine sont ouvertement favorables au candidat présidentiel Viktor Iouchtchenko »,.
En 2006, le Financial Times rapporte que Freedom House avait reçu des fonds du Département d'État pour des « activités clandestines » à l'intérieur de l'Iran. Selon le quotidien, « Certains universitaires, militants et personnes impliquées dans l'entreprise américaine croissante de propagation de la liberté et de la démocratie sont alarmés par le fait que de telles activités semi-secrètes risquent de nuire au travail public et transparent d'autres organisations et auront un effet inverse en Iran ».